# Karabinek AK-200
AK-200 (pierwotnie: AK-74M1 lub AK-100M) – rosyjski karabinek automatyczny opracowywany w latach 2008–2015, stanowiący unowocześnioną wersję AK-74M z zestawem modyfikacji KM-AK poprawiającymi ergonomię.

## Opis techniczny
AK-200 wyposażony został w szyny Picatinny umieszczone na pokrywie komory zamkowej oraz na łożu przednim. Zastosowano również wysuwaną kolbę z możliwością regulacji długości. Manipulatory przełącznika, bezpiecznika oraz zatrzasku magazynka zostały powiększone. W tej wersji zastosowano również nowe urządzenie wylotowe oferujące możliwość szybkiego założenia tłumika dźwięku. 

## Wersje
- AK-200 – wersja na nabój 5,45 × 39 mm
- AK-201 – wersja na nabój 5,56 × 45 mm
- AK-202 – skrócona wersja na nabój 5,56 × 45 mm
- AK-203 – wersja na nabój 7,62 × 39 mm
- AK-204 – skrócona wersja na nabój 7,62 × 39 mm
- AK-205 – skrócona wersja na nabój 5,45 × 39 mm[4]